# 387

## Esdeveniments
- agost - Itàlia: Magne Màxim atravessa els Alps, amb la intenció d'apoderar-se de tota la península.
- Milà (Itàlia): L'emperador Valentinià II fuig amb la família cap a Tessalònica per demanar l'empara de Teodosi I el Gran.
- Antioquia (Síria): Els ciutadans es revolten contra un nou impost imperial i enderroquen estàtues.
- Armènia: Els perses sassànides ocupen gran part del país i obliguen el rei Àrsaces III a fugir i demanar ajuda als romans.
- Acilisene (Armènia): Romans i perses signen un tractat de pau que acorda la partició del país en dos regnes: l'occidental, protectorat romà, mantenint el sobirà Àrsaces III, i l'oriental, la Persarmènia, a l'òrbita persa i amb el rei Khosrov III.
- Tràcia: Alaric I succeeix el seu pare Badengaud com a cap de la dinastia visigòtica dels Baltungs.

## Naixements
- Cúmbria (Britànnia): Sant Patrici d'Irlanda, missioner. (m. 461)

## Necrològiques
- Tràcia: Badengaud, cabdill visigot.
- 27 d'agost - Òstia (Itàlia): Santa Mònica d'Hipona, mare de sant Agustí, de malària.